# Monestier (Allier)
Monestier ist ein zentralfranzösischer Ort und eine Gemeinde (commune) mit 280 Einwohnern (Stand 1. Januar 2022) im Département Allier im Norden der Region Auvergne-Rhône-Alpes (vor 2016 Auvergne). Sie gehört zum Arrondissement Vichy und zum Kanton Gannat.

## Lage
Monestier liegt in der Landschaft des Bourbonnais etwa 31 Kilometer nordwestlich von Vichy. Umgeben wird Monestier von den Nachbargemeinden Voussac im Norden, Fleuriel im Nordosten und Osten, Deneuille-lès-Chantelle im Osten, Chantelle im Südosten, Chezelle im Süden, Bellenaves im Süden und Südwesten, Chirat-l’Église im Westen sowie Target im Westen und Nordwesten.
Durch die Gemeinde führt die Autoroute A71. 

## Bevölkerungsentwicklung
| Jahr                       | 1962 | 1968 | 1975 | 1982 | 1990 | 1999 | 2011 | 2019 |
| Einwohner                  | 436  | 437  | 359  | 274  | 282  | 266  | 289  | 278  |
| Quellen: Cassini und INSEE |      |      |      |      |      |      |      |      |

## Sehenswürdigkeiten
- Kirche Saint-Pourçain aus dem 11. Jahrhundert
- Priorat von Monestier, heute Restaurant

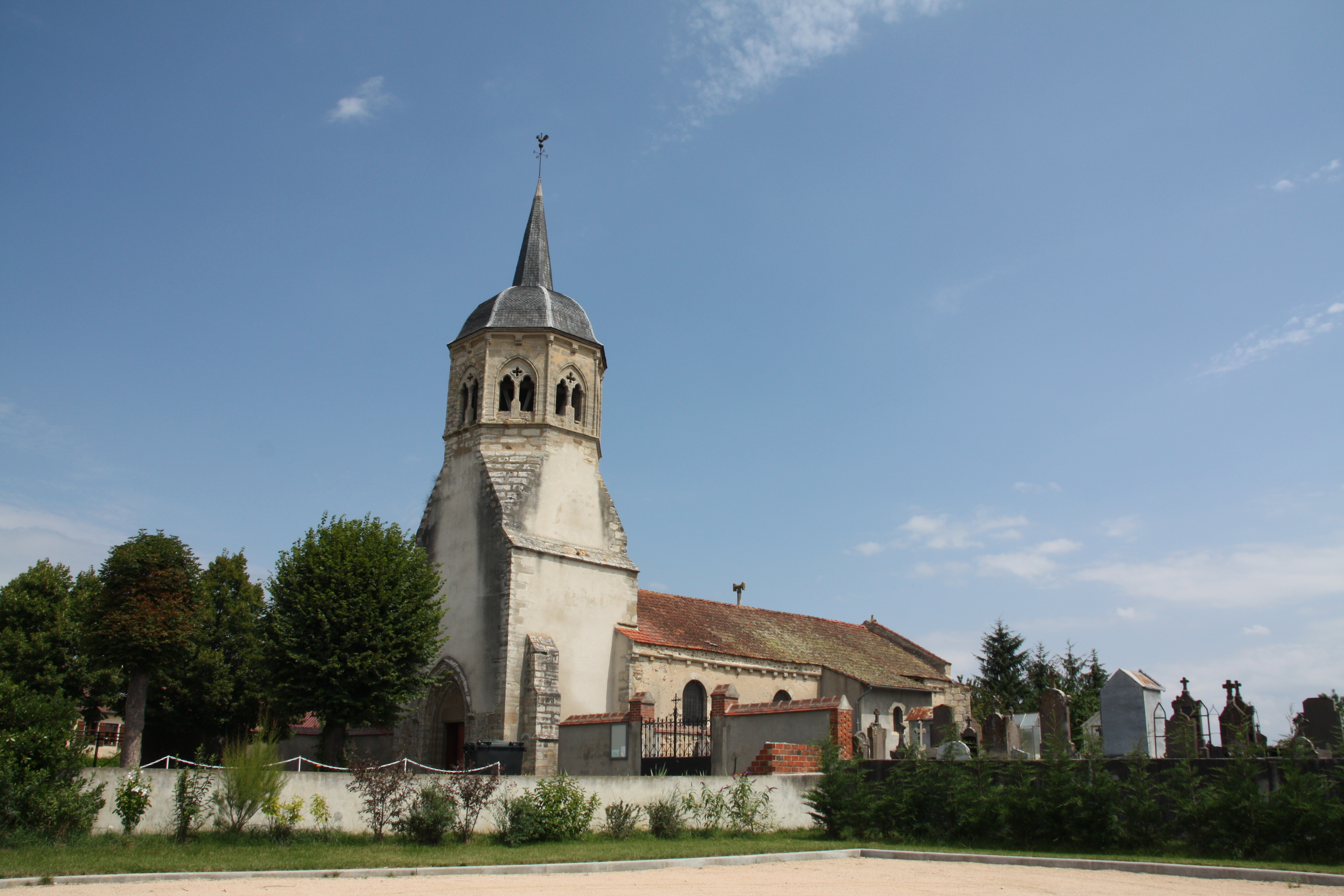
Kirche Saint-Pourçain